# Operationen Hannover und Seydlitz
Die Operationen Hannover und Seydlitz von Mai bis Juli 1942 war der Deckname einer deutschen Militäroperation der deutschen Wehrmacht im Dreieck zwischen Smolensk, Wjasma und Spas-Demensk sowie zwischen Rschew und Bely zur Bekämpfung der während der sowjetischen Winteroffensive im Rücken der Heeresgruppe Mitte eingedrungenen Teile der 39. Armee sowie von Kavallerie-, Partisanen- und Luftlandeeinheiten der Roten Armee.

## Vorgeschichte
Im Rahmen der Winteroffensive und der Rschew-Wjasmaer Operation (8. Januar bis 20. April 1942) erteilte die Stawka dem Armeegeneral Georgi K. Schukow, dem Oberbefehlshaber der Westfront der Roten Armee, die Aufgabe, eine Lufttransportoperation zur Verstärkung der im Rücken des Gegners kämpfenden Kavalleriegruppe des Generalleutnant P. A. Below durchzuführen. Sie sollten personell sowie mit Bewaffnung und materiell-technischen Mitteln aufgefüllt werden. Die Truppen im Kessel sollten ihren Raum behaupten und ausweiten, aber auch Verbindungswege, Eisenbahnlinien und Basen des Gegners im Gebiet von Smolensk, Jarzewo, Wjasma und Potschinok angreifen.
Am 17. Januar 1942 war Generalmajor G. T. Timofejew als Nachfolger des Obersten Nikolai W. Gorin zum neuen Kommandeur des 11. Kavalleriekorps (18., 24., 36. und 82. Kavalleriedivision) ernannt worden, welches zusammen mit der 39. Armee (General I. I. Maslennikow) begonnen hatte, nordwestlich von Wjasma im Rücken der deutschen 9. Armee die Verbindungen zu stören und deutsche Streitkräfte zu binden.
Seit Februar völlig abgeschnitten, forderte General Timofejew und der stellvertretende Befehlshaber der 39. Armee, Generalleutnant I. A. Bogdanow, das Hauptquartier der Kalininer Front auf, ihre Truppen zurückziehen zu dürfen und verwiesen auf den Mangel an Futter, Nahrung und Munition. Mit Anordnung der Stawka vom 3. März 1942 wurden die im Kessel befindliche 82. Kavalleriedivision samt der Verwaltung des 12. Kavalleriekorps aufgelöst und dem 11. Kavalleriekorps die 46. und 76. Kavalleriedivision als Verstärkung übertragen. Am 19. Mai wurde Generalmajor Timofejew auf Befehl des Kommandeurs der Kalinin-Front durch General S. W. Sokolow ersetzt.
Zu Beginn des Sommers 1942 hielten die sowjetischen Truppen zwischen den Regionen Kalinin und Smolensk noch ein Gebiet mit einer Fläche von fast 5.000 Quadratkilometern besetzt.
Am 25. Mai war die „Sondergruppe des Generals Below“ unter Führung des Kavalleriegenerals Pawel Alexejewitsch Below gebildet worden, zu der neben dem 1. Garde-Kavalleriekorps (5. und 6. Garde-Kavalleriedivision), auch die 329. Schützendivision, Teile des 4. Luftlandekorps und die 1. und 2. Partisanendivision gehörten, welche im Raum südwestlich von Wjasma abgeschnitten war. Nördlich davon operierte die 39. Armee, welche am 2. Juni die 21. Garde-, die 252., 256., 357., 373. und 381. Schützendivision umfasste. Zusätzlich hielten das 11. Kavalleriekorps und Partisanengruppen auf breiter Front einen Frontvorsprung rund um Cholm-Schirkowski. Die Position der 39. Armee und des Kavalleriekorps Sokolow ähnelte in vielerlei Hinsicht der Situation der 2. Stoßarmee in der Endphase der Ljubaner Operation. Die deutsche Gegenoffensive im Winter 1942 hatte alle Verbindungen der 39. Armee unterbrochen. Ein Korridor nach Nelidowo ermöglichte jedoch die Versorgung der 39. Armee zwischen den von deutschen Truppen gehaltenen Städten Olenino und Bely. An seiner engsten Stelle betrug die Breite dieses Korridors 27–28 Kilometer. Westlich davon sicherten die 22. und 41. Armee der Kalinin-Front. Die 41. Armee war am 15. Mai auf Grundlage des Führungskommandos der Einsatzgruppen der Generäle Tarassow und Beresin aufgestellt worden. Die Führung der 41. Armee hatte Generalmajor G. F. Tarassow erhalten, der sich im Verband der 4. Stoßarmee als Kommandeur der 249. Schützendivision in der Toropez-Cholmer Operation bewährt hatte.

## Planungen

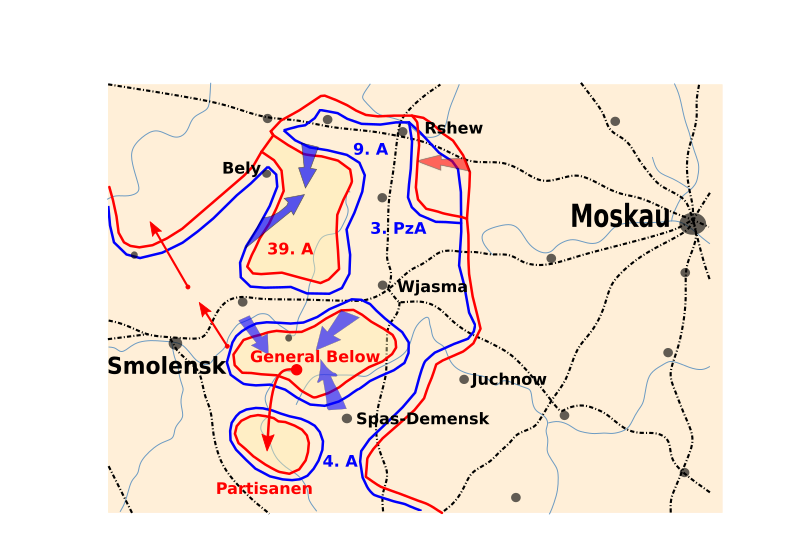
Skizze Operationen Hannover und Seydlitz auf Basis der Karte 37 Kampfhandlungen Sommer Herbst 1942, Geschichte des Großen Vaterländischen Krieges der Sowjetunion, Band 2, Militärverlag, 1962

Nach der Winteroffensive und der Rschew-Wjasma-Operation (8. Januar bis 20. April 1942) stand die Heeresgruppe Mitte im Ausgang des Winters 1942 wieder in einer geschlossenen, jedoch infolge zahlreicher Einbuchtungen, Rückenfronten und Kesselbildungen weit überdehnten Front von 1400 Kilometer Länge, von welchen nicht weniger als 600 Kilometer auf die „innere“ Front zum Schutz des Rückens der Heeresgruppe entfielen. Gemäß den deutschen Planungen für den Sommerfeldzug 1942 war der Mittelabschnitt der Ostfront nur eine Nebenfront. Eine Rücknahme der Front auf eine kräftesparende Linie kam für Hitler nicht infrage. Unter diesen Umständen musste sich die Heeresgruppe darauf beschränken, die noch in ihrem Rücken stehenden Feindteile mittels örtlich begrenzter Offensiven zu bekämpfen. Diesem Zweck dienten drei im Mai und Juni unter dem Decknamen „Hannover“ (I und II) von der 4. Armee (Heinrici) sowie von der 9. Armee (Model) Anfang Juli unter der Bezeichnung „Seydlitz“ durchgeführte Operationen.
Bisher waren selbstständige Unternehmen zur Partisanenbekämpfung an der Front durch einzelne Dienststellen und Einheiten strikt verboten. Es gab die Ansicht, dass die Truppe zur Nachsicht gegenüber der Zivilbevölkerung neigen würde. Solche Unternehmen wurden Sicherungsdivisionen wie der 221. Infanterie-Division überlassen. Diese hatten, neben dem militärischen Auftrag, die Aufgabe, die Besatzungsherrschaft im Hinterland der Front zu errichten und zu erhalten. Für einen echten militärischen Einsatz war diese weder ausgerüstet noch befähigt. Die 221. war seit März 42 im Operationsraum zur Bekämpfung der Partisanen eingesetzt und hatte dort einen äußerst grausamen Krieg mit den Partisanen geführt, der hauptsächlich auf dem Rücken der Zivilbevölkerung ausgetragen wurde. Auch die Partisanen vernichteten jeden, der im bloßen Verdacht stand, mit den Deutschen zu kooperieren. Das Problem für die Deutschen war, dass die Partisanen erfolgreicher waren. Im April 1942 sollen sie 40 % aller Wälder im Besatzungsgebiet kontrolliert haben. Resigniert stellte die 221. Infanteriedivision damals fest, der Feind habe „mit einzelnen Gruppen von 10 bis 30 Mann die einzelnen Ortschaften besetzt“ und beherrsche „so den Raum nördlich und südlich des Divisionsraumes fast völlig.“ Aus „kleinen Feindnestern“ seien nun „zahlenmäßig nicht unbedeutende Widerstandszentren“ geworden. Die Partisanen könne man nur dann besiegen, wenn sie „in großangelegten, energisch angeführten Angriffen umfasst, eingeschlossen und vernichtet“ würden.

## Operationen

### Operation Hannover I
Ziel der am 24. Mai begonnenen Operation war es, die im Dreieck zwischen Smolensk, Wjasma und Spas-Demensk stehenden Truppen des 1. Garde-Kavalleriekorps (5. und 6. Garde-Kavalleriedivision) an der oberen Ugra beiderseits der Bahnlinie Wjasma—Kirow einzukreisen und zu vernichten. Dazu sollten die 23. und 197. Infanterie- und 5. Panzerdivision von Norden, die 34. Infanterie- und 19. Panzerdivision von Süden sowie die 131. Infanteriedivision von Osten her angreifen. Belows Verbände – im Wesentlichen Teile des 1. Garde-Kavalleriekorps, Luftlandetruppen und Partisanen in einer Gesamtstärke von rund 20.000 Mann – waren von jeder direkten Verbindung zur 50. Armee (Rote Armee) abgeschnitten und ein geplanter Entsatz war vorerst nicht realisierbar. Die deutsche Offensive kam infolge starker Regenfälle in den ersten Tagen nur schleppend voran. Insbesondere der Übergang über die Ugra war erschwert. Zudem wussten sich die Verteidiger aufgrund des schwer zugänglichen Waldgeländes leichter als die angreifenden deutschen Verbände zu orientieren. So konnten die nördliche und südliche Angriffsgruppe zwar am 27. Mai bei Fursowo Verbindung zueinander aufnehmen und den Einschließungsring schließen, mussten jedoch in den folgenden Tagen feststellen, dass die Masse der Gruppe Below sich erfolgreich durch die feindlichen Linien durchzuschlagen vermocht hatte.

### Operation Hannover II

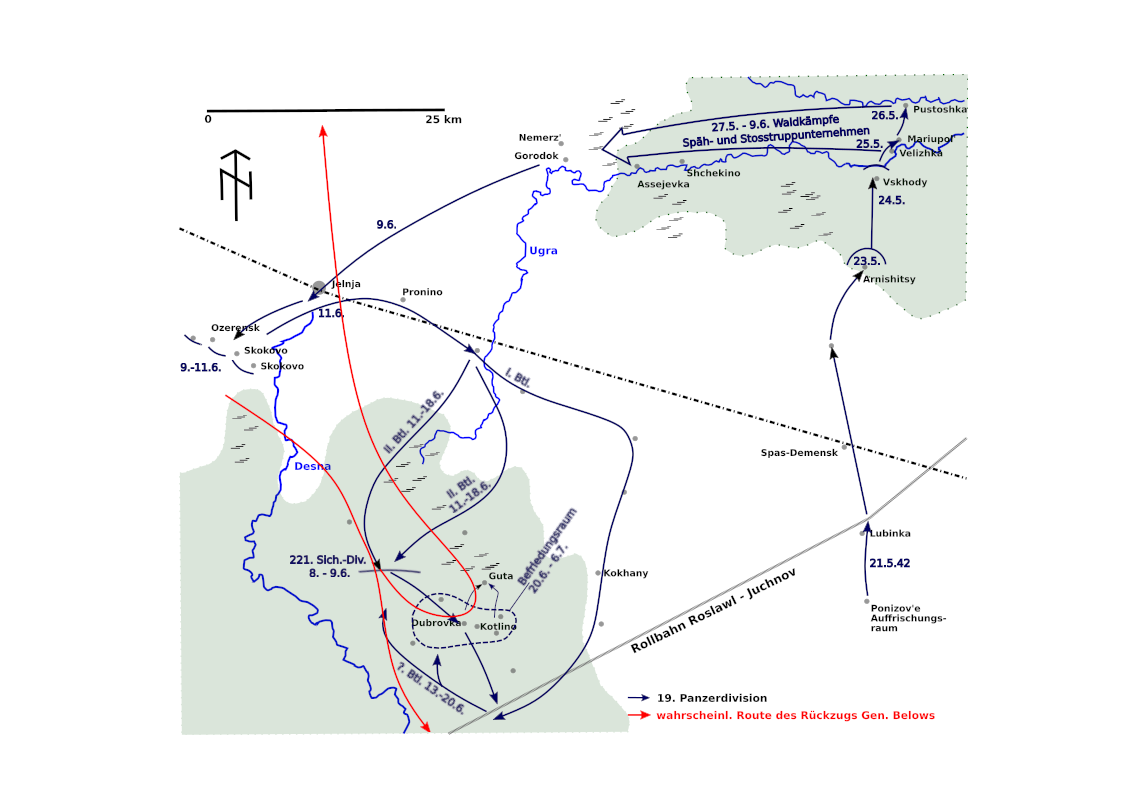
Bewegungen der 19. Panzerdivision während der Operationen Hannover
Skizze basierend auf der Operationsskizze „Rolf Hinze: Die 19. Panzer-Division, S. 89“

Die Operation wurde daraufhin in Richtung Dnjepr geführt, wobei die 5. Panzer- und 23. Infanteriedivision auf Dorogobusch, die 19. Panzer- und 197. Infanteriedivision südlich davon gegen die Straße Femino—Jelnja vorstoßen sollte. Die Operationsführung glaubte nun Below in dem Raum bei Jelnja in einem Gebiet einschließen zu können, das im Norden durch den Dnjepr und im Süden durch die 221. Sicherungsdivision blockiert war. Erneut hatte der Vormarsch der am 3. Juni antretenden Verbände unter der Unübersichtlichkeit und Verschlammung des Geländes sowie dem taktischen Geschick des zumeist unsichtbar operierenden Gegners zu leiden. In der Nacht vom 8. zum 9. Juni gelang Below ein Durchbruch durch die Stellungen 221. Sicherungsdivision nach Süden, während die deutschen Verbände am 11. Juni ohne nennenswerte Feindberührung den Dnjepr erreichten. Dennoch war die Operation kein völliger Fehlschlag, da während der folgenden zwei Wochen Belows Truppen im Zuge ihrer verzweifelten Versuche, sich über die Rollbahn Roslawl-Juchnow zu den eigenen Linien durchzuschlagen, größtenteils noch vernichtet werden konnten.
In der Nachwirkung der Operation „befriedeten“ die 19. gemeinsam mit der 221. vom 20.6. bis zum 6.7.1942 ein Gebiet südöstlich der Durchbruchstelle von General Below, wahrscheinlich in der Annahme, dass versprengte Soldaten Belows sich in diesem Raum aufhalten würden. Die Verfahrensweisen der 19. und der 221. mit Kriegsgefangenen waren diametral entgegengesetzt. Die 19. gab Kriegsgefangene gewohnheitsmäßig nach hinten ab, während die 221. gefangen genommene Rotarmisten als Partisanen und Zivilisten als Partisanenhelfer ansah und diese in der Regel sofort erschoss. Die 19. Panzerdivision muss dieses Verhalten mit Druck nach oben gemeldet haben, sodass dann am 5. Juli 1942 die 221. Sicherungsdivision bekannt geben musste: „Auf Befehl des kommandierenden Generals und Befehlshabers im Heeresgebiet Mitte wird ausdrücklich darauf hingewiesen, dass die beim Durchkämmen festgenommenen männlichen Einwohner im Alter von 15–60 Jahren nicht brutal behandelt werden dürfen. Es ist dabei zu bedenken, dass sich auch unter ihnen eine große Anzahl befinden kann, die guten Willens und bereit sind, mit den Deutschen zusammenzuarbeiten.“

### Operation Seydlitz

Operation Seydlitz

Grundgedanke des mehrfach abgeänderten deutschen Operationsplanes „Seydlitz“ war es, durch einen zangenartig geführten Angriff der 1. und 5. Panzer- sowie der 102. Infanteriedivision von Norden sowie der „Gruppe Esebeck“ (2. Panzer-, 246. und 197. Infanteriedivision) (Hans-Karl von Esebeck) von Süden die nördlich von Belyj noch bestehende schmale Verbindung der 39. Armee zur sowjetischen Hauptfront abzuriegeln. Anschließend sollte die 23. und 197. Infanterie- und 5. Panzerdivision (XXXXVI. Panzerkorps), von Osten und Südosten vorstoßend, den Feind gegen die Riegelstellung drücken. Die Offensive begann am 2. Juli. Von Norden rückte das XXIII. Armeekorps (General der Infanterie Albrecht Schubert) in zwei Gruppen aus der Region Olenino nach Süden vor. Die Westgruppe bestand aus Einheiten der 1. Panzerdivision, der 110. und 102. Infanteriedivision, die Ostgruppe aus der 5. Panzerdivision und dem Schützenregiment 1 unter Oberst von der Meden. Sie trafen einerseits auf Einheiten der 185. und 380. Schützendivision der 22. Armee (Generalmajor W. A. Juschkewitsch) und andererseits auf die 21. Garde-Schützendivision der 39. Armee. Bis zum dritten Tage kam weder der Angriff der 1. noch der 5. Panzerdivision wie erwartet voran, die Gruppe Esebeck sah sich aufgrund massiver Gegenangriffe in ihrer Ostflanke gar zu örtlichen Ausweichmanövern genötigt. Auch vor dem am 4. Juli antretenden XXXXVI. Panzerkorps versteifte sich nach ersten Erfolgen rasch der Widerstand. General der Panzertruppe von Vietinghoff (9. Armee) entschloss sich nun, auch die bislang im Raum um Olenino in Reserve gehaltene 14. Infanteriedivision (mot.) in die Schlacht zu werfen. Gegen Abend gab die Front vor der 1. Panzerdivision wie auch an anderen Stellen nach. Der endgültige Erfolg der deutschen Offensive wurde am 5. Juli erreicht, als die 1. Panzerdivision in der Nähe des Dorfes Puschkari an der Rollbahn Bely-Olenino die Verbindung zur Gruppe Esebeck herstellen konnte.
In der Nacht vom 18. auf den 19. Juli landeten 9 Polikarpow Po-2 im Kessel, um das überlebende Kommando der 39. Armee zu evakuieren. Der leicht verwundete Armeekommandant, Generalleutnant I. I. Maslennikow, flog mit einem dieser Flugzeuge aus, der stellvertretende Kommandant, Generalleutnant I. A. Bogdanow, blieb bei den Truppen und befehligte die letzten kampffähigen Truppen beim Ausbruch. Am 21. Juni um 23.00 Uhr konnten noch etwa 3.500 Mann aus dem Kessel entkommen. General Bogdanow wurde dabei schwer verwundet und noch mit dem Flugzeug ausgeflogen, er verstarb jedoch am 24. Juli im Lazarett. Ein letzter vergeblicher Versuch, die eingekreiste Gruppierung der 39. Armee frei zuschlagen, wurde am Abend des 21. Juli von der 185. Schützendivision der 22. Armee unternommen. Der stellvertretende Kommandeur von 22. Armee, General A. D. Beresin, fiel beim Versuch auszubrechen, ebenso am Abend des 21. Juli der Kommandeur der 18. Kavalleriedivision, Oberst P. S. Iwanow, der von den Deutschen mit militärischen Ehren begraben wurde. Von der deutschen Funk- und Luftaufklärung ausgemachte Ausbruchsversuche gegen die Ostfront des Riegels nördlich von Belyj scheiterten; stattdessen konnten die in den Einschließungsraum vordringenden deutschen Divisionen den Gegner nochmals in Teilkessel aufspalten und diese unter Einbringung von rund 37.000 Gefangenen bis zum 31. Juli ausräumen. Schon am 12. Juli konnte das Armeeoberkommando 9 die 39. Armee und das 11. Kavalleriekorps der Roten Armee als zerschlagen melden.

## Nachwirkungen
Nach sowjetischen Angaben beliefen sich die Verluste der Kalinin-Front beim Unternehmen Seydlitz auf etwa 61.000 Soldaten, davon verlor die 22. Armee 9.343 Mann, die 39. Armee 23.647 Mann, die 41. Armee hatte 13.902 und das 11. Kavalleriekorps 14.830 Mann an Verlusten. Das 11. Kavalleriekorps, das für eine solche Formation die größten Verluste erlitt, wurde Anfang August aufgelöst. Die Überreste der 373., 381., 256. und 252. Schützendivision wurden zur Reorganisation herausgezogen und die 39. Armee wurde im August 1942 neu aufgestellt. Dazu wurde die im Juni 1942 die gerade neu formierte 58. Armee (Generalleutnant A. I. Zygin) von der Stawka umbenannt.
Mit der Ausschaltung der im Rücken der 4. und 9. Armee stehenden Feindkräfte und der damit verbundenen Frontverkürzung war eine wesentliche Voraussetzung dafür geschaffen, dass die Heeresgruppe Mitte die ihr für den Sommer 1942 zugedachte Abwehraufgabe überhaupt erfüllen konnte. Andererseits war der so bedingte Zugewinn an Kräften nur gering im Vergleich zu jenem Aderlass, den die Heeresgruppe durch Abgabe zahlreicher Verbände an die Angriffsfront im Süden wie auch nach Westeuropa erlitt. So verlor sie in der Zeit von April bis Anfang Juni durch Abgabe des Panzerarmeeoberkommando 4 5 ihrer 20 Generalkommandos sowie ein Drittel ihrer Panzerdivisionen. Die eigentliche Bedeutung der Unternehmen „Hannover“ und „Seydlitz“ ist darum denn auch eher auf sowjetischer Seite zu sehen. Der deutsche Erfolg dürfte dazu beigetragen haben, die steten Befürchtungen Stalins vor einem neuerlichen deutschen Schlag gegen die nur 150 Kilometer entfernte sowjetische Hauptstadt lebendig zu halten.